# Peter van Dam (dj)

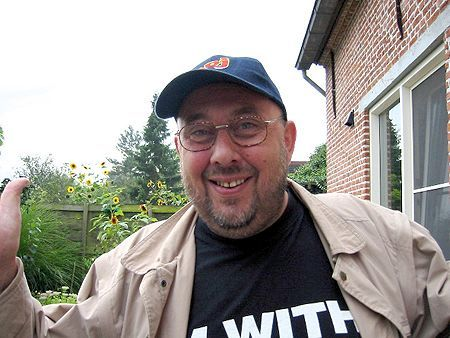
Peter van Dam

Peter van Dam, pseudoniem voor Peter Nijdens (20 februari 1952 – Kapellebrug, 6 januari 2018) was een Vlaams radio-dj. Van Dam werd geboren in Duitsland als zoon van een Belgische beroepsmilitair.

## Radio dj

### Zeezenders
Van Dam opereerde onder de naam Peter Brian toen hij bij zeezender Radio 199 (later Radio Caroline) in 1972 live te horen was aan boord van de MV Mi Amigo. Daarna was Van Dam dj bij de zeezenders Radio Atlantis en Radio Mi Amigo waar hij Cash Casino presenteerde. Op 17 februari 1975 werd de opnameapparatuur van Mi Amigo in beslag genomen door de Belgische politie, toen nog de BOB genoemd. De banden werden echter op tijd gewist en konden door justitie niet worden gebruikt als bewijs maar van Dam werd samen met zijn toenmalige vriendin opgepakt en heeft uiteindelijk zeven dagen in de cel gezeten. Hierna is hij weer naar het zendschip gegaan om liveprogramma's te doen.

### Nederlandse radio
Na een ruzie met Sylvain Tack begin 1977 kwam hij aan land en werkte in Nederland op Hilversum 3 achtereenvolgens bij de TROS (Nachtwacht, Met Peter gaat het beter, Nederlandstalige Top 10, TROS Top 50 als invaller), AVRO (Een rondje voor Nederland), KRO (Manneke Pop, Popslag, Vraag en aanbod, Komt er nog wat van?, Wereldparade) en Radio 10 Gold (wederom Manneke Pop). Voorts werkte hij als voice-over bij de Vlaamse commerciële televisiezender VTM.
In 1997 begon Peter van Dam aan een nieuw radioavontuur. Samen met Radio 10-mede-oprichter Jeroen Soer en voormalig Radio 2 Top 30-presentator Guy De Vynck werd Radio Flandria (en later ook oldies-radio BOB) gelanceerd. Beide zenders brachten 24 op 24 uur muziek, op het uur onderbroken door een korte nieuwsuitzending, een format wat was afgekeken van de Nederlandse zender Sky Radio. Radio Flandria was enkel te ontvangen via de kabel, maar omdat kabelradio op dat moment nog verboden was door de Belgische overheid, werd noodgedwongen uitgezonden vanuit het Groothertogdom Luxemburg. Als gevolg van financieel wanbeheer en onvoldoende reclame-inkomsten was Radio Flandria geen lang leven beschoren. Begin 2000 hield de zender op te bestaan.

### Vanaf 2000
Tussen 2000 en eind 2001 was Peter van Dam werkzaam bij de radioketen NRJ waar hij onder meer een ochtendprogramma presenteerde. Nadien werkte hij ook even voor muziekzender Jim-TV. Van Dam was vanaf 30 september 2002 werkzaam bij Radio 192, waar hij op werkdagen tussen 18.00 en 19.00 uur Het Hek van Van Dam presenteerde. Dit duurde tot medio april 2004 toen Radio 192 de RNI-week uitzond, waar Van Dam niet aan mee deed. Via internet chatte Van Dam met zijn luisteraars en draaide af en toe verzoekjes die via IRC of e-mail op dat moment binnen kwamen. Van Dam werkte niet in Hilversum, maar gewoon vanuit zijn eigen huis in een dorpje nabij Hulst op steenworp afstand van de Belgische grens (dit gaf weleens problemen als er een ISDN-verbinding opgezet moest worden tussen zijn studio en die van Radio 192, wat dan weer tot ergernis leidde hetgeen Van Dam dan subtiel liet blijken). Verder werkte Van Dam van september 2002 tot februari 2004 voor het radiostation Royaal FM.

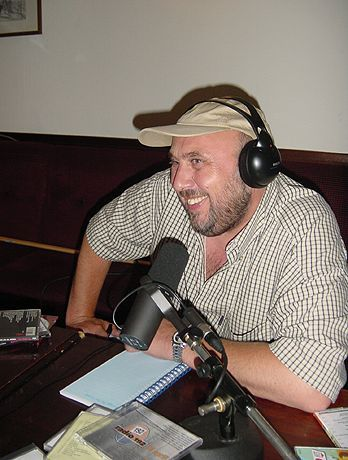
Peter van Dam

Op 3 november 2003 startte Van Dam op Maeva FM ook het programma 'Het Hek van Van Dam' tussen 18.00 en 19.00 uur, maar dat werd binnen een week veranderd in Met Peter gaat het beter. Deze uitzendingen waren in tegenstelling tot die van Radio 192 niet live.

### Vanaf 2004
Sinds 2004 tot en met september 2006 was Peter van Dam werkzaam als programmaleider bij Radio Contact Vlaanderen. Vanaf april 2006 had Van Dam een tijd lang wekelijks het programma Manneke Pop op KX Radio. Op 16 oktober 2006 was Manneke Pop voor het eerst via de webstream van zijn website te horen en vanaf 14 november 2006 op werkdagen via diverse Vlaamse FM-zenders, waaronder FM Goud. In de zomer van 2008 en 2009 werd Manneke Pop gedurende een week niet vanuit de studio in Zeeuws-Vlaanderen, maar vanaf het Griekse eiland Karpathos uitgezonden. Per 6 oktober 2008 werd het luisterbereik van Manneke Pop flink uitgebreid, doordat met ingang van die datum de webstream van de show ook door het internetstation Radio Mi Amigo werd doorgegeven. Dit station is sinds augustus 2010 ook via FM aan de Spaanse Costas te horen. Sinds 2008 was hij ook te horen op textradio

### Karpathos FM
Begin april 2011 vertrok Peter van Dam voor enige tijd naar Karpathos, om daar Karpathos FM van de grond te tillen. Een station speciaal voor de toeristen die het eiland bezoeken, met op hen gerichte informatie, gelardeerd met zowel Griekse als andere zonnige popmuziek. Het programma van Manneke Pop werd gedurende de eerste weken waargenomen door onder meer Bert van der Laan en Dirk Moerman. Vanaf 2 mei tot en met 30 september 2011 verzorgde Van Dam zelf weer de show vanuit 'Studio Zeezicht' op Karpathos. Eind 2014 stopte Van Dam als dj bij Karpathos FM en de laatste uitzending van Manneke Pop vond plaats op 24 oktober 2014.
Sinds 2 juli 2016 was Peter Van Dam weer terug op Radio Mi Amigo International. Zijn programma was wekelijks te horen op zaterdag tussen 9 en 10 uur via webstream en kortegolf 6005 en 9560 kHz.
Hij overleed op 6 januari 2018 op 65-jarige leeftijd aan een in 2013 ontdekte, uitgezaaide prostaatkanker.